# Tomás Vodanovic
Tomás Vodanovic Escudero (Santiago, 15 de outubro de 1990) é um sociólogo e um político chileno, militante da "Frente Ampla" e o fundador da ONG "Formando Chile". Nas eleições municipais, realizadas nos dias 15 e 16 de maio de 2021, foi eleito como o prefeito da comuna de Maipú com os seus 46,82% dos votos, cargo em que trabalha desde o dia 28 de junho de 2021.

## Biografia
Ele estudou no Colégio Cimeiras das Condes e, posteriormente, a carreira de sociologia na Pontifícia Universidade Católica de Chile e cursou o Global Competitiveness Leadership, um programa de posgraduação na Universidade de Georgetown, nos Estados Unidos, a qual recebeu uma bolsa de estudos devido a sua trajectória e experiência em voluntariado.

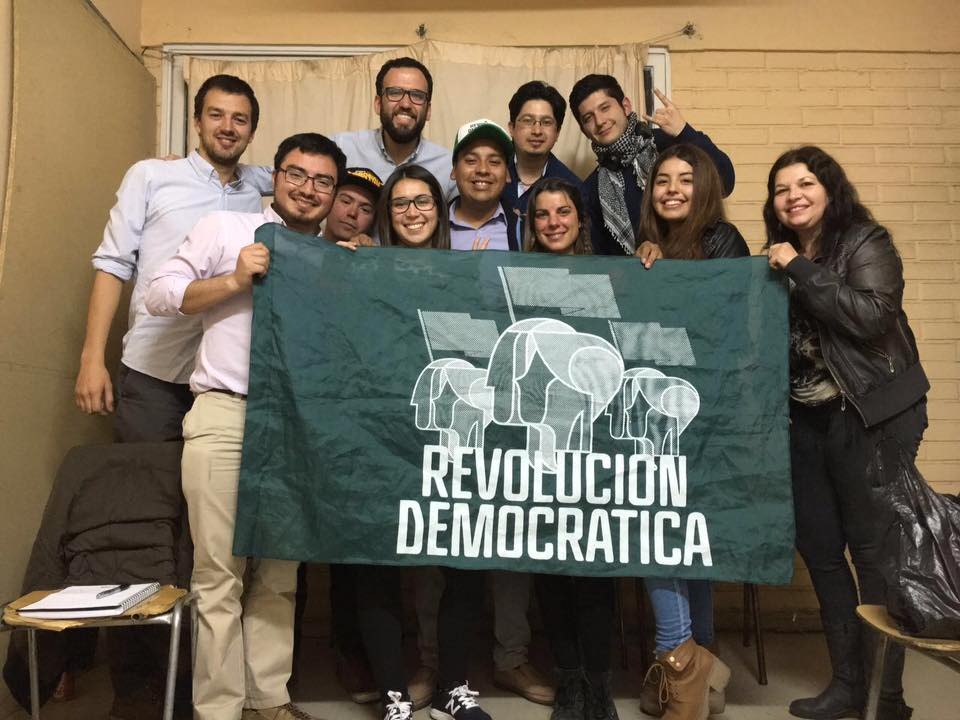
Vodanovic (à esquerda) numa actividade territorial junto a Pablo Vidal na comuna de Huechuraba em 2014.

Aos seus 20 anos fundou a ONG Formando Chile (2010), organização não governamental que dirigiu e da que fez parte por oito anos, onde promoveu o fortalecimento da educação nas comunidades vulneráveis para combater a desigualdade de oportunidades no acesso à educação. Então, foi o PECH da fundação "Ensina Chile" (2015-2017), onde entrou no cargo sendo um professor de História e Geografia na Escola Carlos Prats de Huechuraba e a Escola da Indústria Gráfica em San Miguel. O seu trabalho na educação motivou-o a entrar na política.
Ingressou formalmente na "Revolução Democrática" em 2017, desde o partido fez parte da equipe de trabalho de Pablo Vidal, que foi eleito como o deputado pelo Distrito 8, e do qual foi o chefe territorial (2018) e chefe de gabinete (2019-2020).
No final de 2020, ele renunciou ao seu trabalho no Congresso e, junto com seu partido, decidiu concorrer à prefeitura de Maipú, participando das eleições primárias da Frente Ampla na comuna. Após sua vitória, transformou-se no candidato de seu conglomerado nas eleições do dia 14 e 15 de maio de 2021, onde foi eleito como prefeito de Maipú, com 90 284 votos, se transformando no edil mais votado do país. Assumiu o cargo oficialmente o 28 de junho de 2021 com 30 anos de idade.

## Gestão
No início de sua gestão, Vodanovic denunciou o déficit herdado de 34.000.000.000 $ que o obrigou a fazer uma reestruturação municipal, eliminando horas extras em cargos diretivos, reduzindo a equipa de trabalho alcaldicio, priorizando serviços —discontinuando aqueles externos com alto custo— e potenciando políticas. Por sua vez, iniciou conversas com diversos credores com o objetivo de renegociar a dívida e permitir uma maior folga orçamentária para financiar programas municipais, como ocorreu com a Enel, o que lhe permitiria economizar 5.000.000.000 $ no orçamento do ano de 2022.

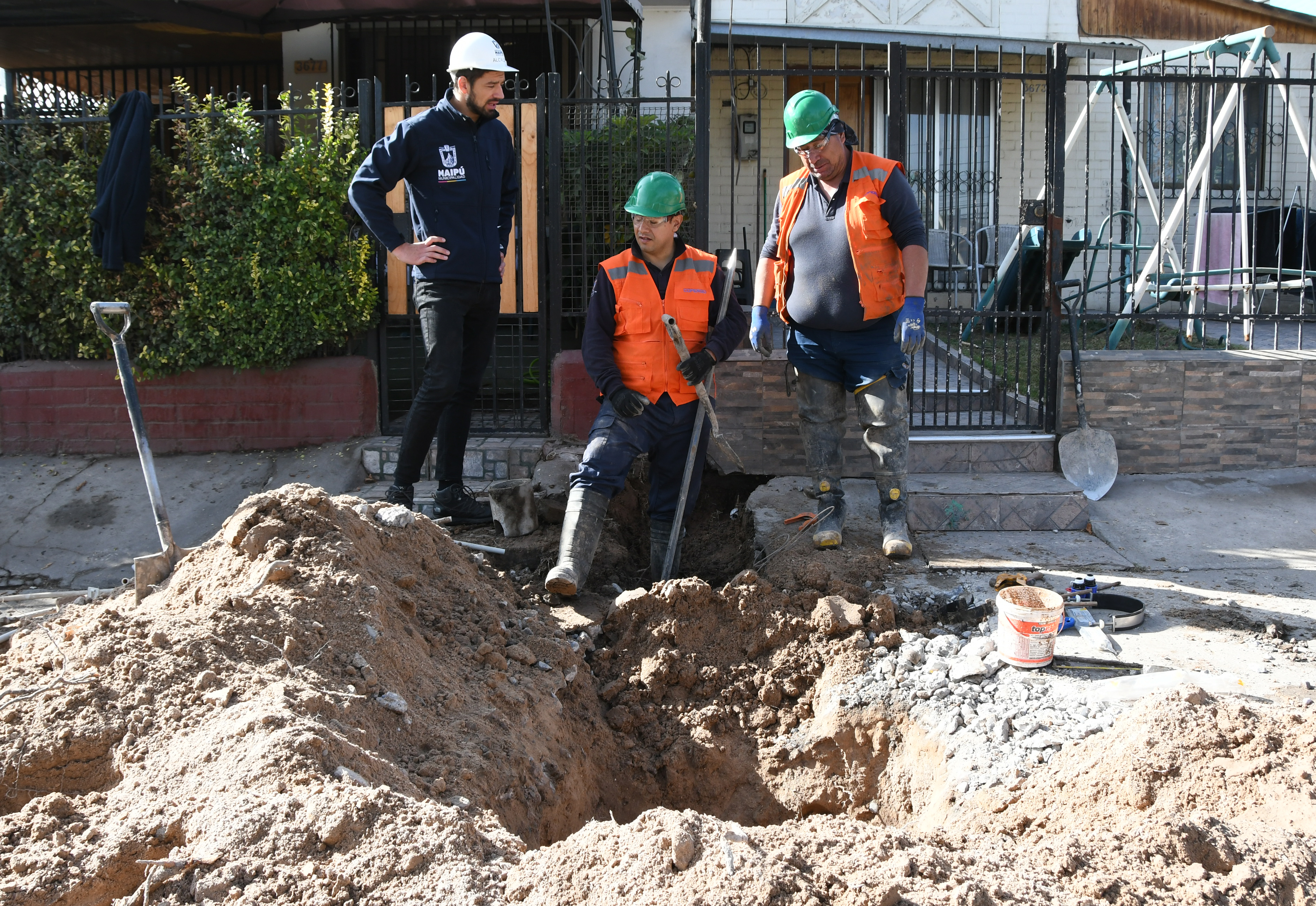
Vodanovic visitando as obras de reparo via em Maipú

Nos primeiros meses, ele anunciou que uma de suas prioridades era a reconstrução do sistema de saneamento público SMAPA, que —afirmou— estava afetado por cerca de 18.000 reclamações, principalmente por vazamentos nas vias públicas. Nesse sentido, o prefeito teve reuniões com deputados e conselheiros regionais para buscar a injeção de recursos para o sistema de saneamento. A julho de 2024, os reclamos tinham diminuído a 5000. Durante o 2023, a Municipalidad de Maipú realizou um investimento histórico de 12 000 000 $ no Plano de Desenvolvimento de SMAPA, que contempla a edificación de oito poços nas plantas Lautaro, Cidade Satélite, Cerrillos, San Juan, Santa Adela, O Tranque e O Almendral. A isto se suma a construção de dois novos estanques.
Além disso, durante 2023, sua gestão fez um investimento inédito de mais de 10.000.000 $ para a reparação de ruas e vazamentos de água na comuna de Maipú. A medida responde a uma das principais demandas dos moradores de Maipú, que sofreram por muito tempo com o deterioro das ruas, provocado, principalmente, pelos milhares de vazamentos do sistema de saneamento municipal SMAPA e anos de falta de investimento. Entre as principais ruas consertadas encontram-se avenida Pajaritos, avenida Caminho a Rinconada, avenida Borgoño e avenida Lumen.
Em relação à agenda de segurança, Vodanovic teve uma série de reuniões com o Ministério do Interior e a Subsecretaria de Prevenção do Crime, com o objetivo de buscar maior investimento em bairros com alta complexidade socioeconômica e criminal da comuna. O prefeito também assinou convênios de transparência com o Conselho para a Transparência e a Controladoria Geral da República.
Uma medida que recebeu considerável cobertura da mídia foi a remoção de mais de trezentos vendedores ambulantes da área da Praça de Maipú, que ocorreu em agosto de 2022. Esta operação foi coordenada em conjunto pelo Ministério do Interior, a Delegação Presidencial e a Prefeitura de Maipú. A ação foi realizada com mais de cem Carabineros mobilizados na área. Um mês após a intervenção, já se registrava uma diminuição de 50% nos crimes na região. A mais de um ano desta meta, o desocupe do sector mantém-se e fortaleceu-se a infra-estrutura pública.
Além disso, Vodanovic, juntamente com a Delegação Presidencial, no dia 27 de julho de 2023, pôde fechar definitivamente o polêmico estabelecimento noturno Espacio Don Óscar, devido ao fato de ter se tornado o cenário de diversos crimes, entre eles, dois homicídios em 2022 e um de alta notoriedade pública em 2016, que envolveu aos filhos do ex futibolista Francisco Huaiquipán. Isto, somado a diferentes incivilidades, tiroteios e assaltos nas imediações, deixou pessoas com ferimentos graves.
Em primeiro de março de 2024, foi encontrado o corpo do ex-militar venezuelano Ronald Ojeda, dentro da ocupação Vicente Reyes, da comuna de Maipú. Diante disso, e de outros fatos de violência e insegurança que afetaram a Região Metropolitana, no dia 12 de março de 2024, o prefeito Vodanovic solicitou apoio militar para proteger a infraestrutura crítica em Maipú.  Durante essa semana realizaram-se diferentes operativos de Carabineros com equipas municipais para intervir o acampamento Vicente Reis, sendo o do 14 de março do 2024 o que conseguiu maiores resultados, com a busca e demolição de locais ilegais de venda de álcool, discotecas e prostíbulos.
Na área da saúde, o prefeito Vodanovic tem impulsionado uma robusta carteira de projetos com o objetivo de fortalecer a rede primária de saúde da comuna de Maipú. Entre as medidas mais destacadas está a iminente inauguração do CESFAM Dr. Salvador Allende El Abrazo, que conta com um investimento de 8.143.000.000 $ provenientes do SSMC. Igualmente, em sua iminente abertura está o Serviço de Urgência de Atenção Primária de Alta Resolutividade (SAR) Michelle Bachelet, que contou com um investimento de 1.339.000.000 $ do SSMC, além da construção do segundo Centro de Saúde Mental da comuna, com um investimento de 903.000.000 $ do SSMC. Nesta mesma linha, o prefeito tem fortalecido a Rede de Farmácias Municipais com a criação de dois novos pontos: a Farmácia Municipal Poente e a futura Farmácia Municipal Cidade Satélite. A estas obras de infra-estrutura, suma-se a extensão horária dos CESFAM municipais, o que é um aumento a mais de 50% das horas de atenção.
O prefeito Tomás Vodanovic tem alçado a solicitação de Metro a Maipú Poente. A iniciativa busca melhorar a qualidade de vida dos habitantes e fomentar o desenvolvimento de Maipú, uma vez que a expansão da rede de metrô em direção ao Oeste permitirá que aproximadamente 250.000 moradores da região acessem diferentes pontos da capital de forma mais rápida e eficiente, reduzindo seu tempo de viagem de 2 horas — que atualmente leva até a estação Los Leones — para 30 minutos.
Nesse mesmo sentido, o prefeito Vodanovic tem promovido a modificação do Plano Regulador Comunal, com o objetivo de impedir a instalação de guetos verticais nas principais ruas da comuna. Como parte desse processo, os alvarás de construção estão congelados desde 20 de setembro de 2023.

## Controvérsias
No início de agosto de 2021, Vodanovic demitiu cerca de 400 funcionários municipais de Maipú, alegando que se via forçado a fazê-lo devido ao grave déficit financeiro gerado pela administração anterior.
Em 18 de novembro de 2022, a ex-prefeita Cathy Barriga afirmou: «Maipú perdeu uma mãe e ganhou um filho que não tem competências», referindo-se à gestão do prefeito Vodanovic.
Em 28 de julho de 2023, os feirantes ocuparam a Prefeitura de Maipú como forma de protesto pela mudança temporária de localização da Feira Borgoño. A decisão foi tomada pela gestão municipal devido à pavimentação das avenidas Camino a Rinconada e Borgoño.

## Historial eleitoral

### Eleições municipais de 2021
- Eleições municipais de 2021 para a prefeitura de Maipú.[35]

| Candidato                  | Pacto                       | Partido | Votos  | %     | Resultado |
| -------------------------- | --------------------------- | ------- | ------ | ----- | --------- |
| Tomás Vodanovic Escudero   | Frente Amplo                | RD      | 90 284 | 46,82 | Prefeito  |
| Cathy Barriga Guerra       | Chile Vamos                 | Ind.    | 43 137 | 22,37 |           |
| Viviana Delgado Riquelme   | Ecologistas e Independentes | Ind.    | 39 370 | 20,42 |           |
| Alejandra Bustamante Neira | Unidos pela Dignidade       | PDC     | 17 153 | 8,90  |           |
| Danilo Ramírez Cortês      | União Patriótica            | UPA     | 2870   | 1,49  |           |